# Wola-Chojnata
Wola-Chojnata – wieś w Polsce położona w województwie łódzkim, w powiecie rawskim, w gminie Biała Rawska. 
Wieś została założona na prawie chełmińskim, aktem z 21 października 1418 r. W XV–XVI w. występuje też pod nazwą Wola Koprzywieńska.
Przez miejscowość przebiega droga wojewódzka nr 725.
Na terenie wsi działa OSP Wola-Chojnata oraz klub sportowy LKS Wola Wola-Chojnata.
W latach 1975–1998 wieś administracyjnie należała do województwa skierniewickiego.

## Zabytki
Znajduje się w niej odremontowany zabytkowy pałac, wzniesiony w 1873 roku w stylu eklektycznym. Uwagę zwraca także murowany spichlerz, wzniesiony pod koniec XVIII wieku, zlokalizowany w zespole pałacowo-parkowym.